# Bellville (Texas)
Bellville ist eine Stadt im Austin County im US-Bundesstaat Texas in den Vereinigten Staaten von Amerika und Sitz der County-Verwaltung (County Seat) des Austin County. Das U.S. Census Bureau hat bei der Volkszählung 2020 eine Einwohnerzahl von 4.206 ermittelt.

## Geographie
Die Stadt liegt im mittleren Südosten von Texas und hat eine Gesamtfläche von 6,8 km², ohne nennenswerte Wasserfläche. Die Entfernung zu Houston im Osten beträgt etwa 100 km und zum Golf von Mexiko im Südosten etwa 200 km. Durch die Stadt führen die Texas State Routes 36 und 159, sowie die Landstraßen (Farm Roads) 529, 1456 und 2429.

## Geschichte
Benannt wurde die Stadt nach Thomas B. Bell, einem Siedler und Mitstreiter aus Stephen F. Austins Old Three Hundred, die 1822 nach Texas kamen und 1838 in der Gegend der späteren Stadt den Widerstand aufbauten. Einige Männer ließen sich hier auf Dauer nieder und gründeten die Stadt, die 1846 Sitz der County-Verwaltung wurde. 1849 öffnete das erste Postbüro und eine kleine Blockhütte, die 1850 durch ein stabiles Gebäude ersetzt wurde, diente vorläufig als Gerichtsgebäude. 1854 wurde das erste Gerichtsgebäude aus Stein erbaut und ein Jahr später hatte die Stadt einen Marktplatz mit mehreren Geschäften rund herum.
In der Folgezeit wuchs die Stadt nur langsam, bis im Winter 1879–1880 die Eisenbahngesellschaft Gulf, Colorado and Santa Fe Railroad ihre Schienen hier verlegten. In den nächsten 4 Monaten wuchs die Bevölkerung von 300 auf 522 Einwohner und die Holzgebäude wurden nach und nach durch große Steingebäude im viktorianischen Stil ersetzt. 1884 hatte Bellville zwei Kirchen, zwei Hotels, eine Bäckerei, drei Saloons, zwölf Gemischtwarenläden, eine öffentliche Schule und zwei wöchentlich erscheinende Zeitungen: den Bellville Standard und die Austin County Times und die Stadt wurde zum Baumwoll-Zentrum der Region, das 1898 mit über 8600 verladenen Ballen Baumwolle seinen Höhepunkt erreichte.
Um 1885 hatte die Stadt rund 1000 Einwohner, wobei die Mehrheit aus deutschen Einwanderern bestand und in den Schulen wurde sowohl Englisch als auch Deutsch gelehrt. 1891 erschien erstmals das Bellville Wochenblatt in deutscher Sprache. In dieser Zeit wurde der Bellville Turnverein Pavilion errichtet.
1914 hatte Bellville zwei Banken, eine Eisfabrik sowie Telegraphen- und Telefonanschluss. Ein Jahr später gab es die ersten Erdölfunde und die Stadt wuchs auf 2000 Einwohner. Während der großen Depression und bis Ende des Zweiten Weltkriegs sank die Bevölkerungszahl auf rund 1300 Einwohner. Erst Mitte der 50er Jahre wurde die alte Einwohnerzahl von 1915 wieder erreicht und war bis 1990 auf 3378 Einwohner angewachsen.

## Demografie
Nach der Volkszählung im Jahr 2000 lebten hier 3.794 Menschen in 1.425 Haushalten und 966 Familien. Die Bevölkerungsdichte betrug 561 Einwohner pro km². Ethnisch betrachtet setzte sich die Bevölkerung zusammen aus 81,9 % weißer Bevölkerung, 11,7 % Afroamerikanern, 0,4 % amerikanischen Ureinwohnern, 0,3 % Asiaten und 4,0 % aus anderen ethnischen Gruppen; etwa 1,7 % stammten von zwei oder mehr Rassen. 12,0 % der Bevölkerung waren spanischer oder lateinamerikanischer Abstammung.
Von den 1.425 Haushalten hatten 34,7 % Kinder unter 18 Jahre, die im Haushalt lebten. 52,6 % davon waren verheiratete, zusammenlebende Paare. 11,6 % waren allein erziehende Mütter und 32,2 % waren keine Familien. 27,9 % aller Haushalte waren Singlehaushalte und in 15,3 % lebten Menschen, die 65 Jahre oder älter waren. Die Durchschnittshaushaltsgröße betrug 2,52 und die durchschnittliche Größe einer Familie 3,11 Personen.
26,4 % der Bevölkerung waren unter 18 Jahre alt, 8,3 % von 18 bis 24, 25,3 % von 25 bis 44, 20,2 % von 45 bis 64, und 19,7 % waren 65 Jahre oder älter. Das Durchschnittsalter war 38 Jahre. Auf 100 weibliche Personen aller Altersgruppen kamen 90,9 männliche Personen. Auf 100 Frauen im Alter von 18 Jahren und darüber kamen 85,1 Männer.
Das jährliche Durchschnittseinkommen eines Haushalts betrug 40.806 US-$, das Durchschnittseinkommen einer Familie 49.730 $. Männer hatten ein Durchschnittseinkommen von 36.719 $ gegenüber den Frauen mit 21.685 $. Das Prokopfeinkommen betrug 17.671 $. 8,0 % der Bevölkerung und 4,5 % der Familien lebten unterhalb der Armutsgrenze. Davon waren 7,9 % Kinder und Jugendliche unter 18 Jahren und 8,1 % waren 65 oder älter.

## Söhne und Töchter der Stadt
- Beau Bell (1907–1977), Baseballspieler
- Juke Boy Bonner (1932–1978), Blues-Sänger, -Gitarrist und -Mundharmonikaspieler
- Emmanuel Sanders (* 1987), Footballspieler